# Czeluścin (powiat gnieźnieński)
Czeluścin – wieś w Polsce położona w województwie wielkopolskim, w powiecie gnieźnieńskim, w gminie Czerniejewo, przy drodze krajowej nr 15. 
Wieś sołecka licząca 135 mieszkańców. Właścicielami wsi była rodzina Czeluścińskich. Najstarsza wzmianka pochodzi z 1580. W Czeluścinie znajduje się XIX-wieczny dwór.
W latach 1975–1998 miejscowość należała administracyjnie do województwa poznańskiego.